# 1118 Ганскія
1118 Га́нскія (1118 Hanskya) — астероїд головного поясу, відкритий 29 серпня 1927 року.
Астероїд названо на честь Ганського Олексія Павловича, засновника Сімеїзької обсерваторії.
Тіссеранів параметр щодо Юпітера — 3,143.